# Les Salles-Lavauguyon
Pour les articles homonymes, voir Salles.
Les Salles-Lavauguyon (Las Salas La Vau Guion en occitan) sont une commune française située dans le département de la Haute-Vienne, en région Nouvelle-Aquitaine.
Elle est intégrée au parc naturel régional Périgord-Limousin.
Imposant lieu de dévotions au Moyen Âge, l'église du bourg des Salles-Lavauguyon a su tirer parti pour le développement de sa renommée de sa position proche d'une ancienne voie romaine reliant Périgueux à Poitiers, elle était simultanément placée sous le vocable de saint Eutrope de Saintes et dédiée à l'Assomption de la  Vierge Marie.
C'est une des plus vastes et des plus belles églises de la contrée, caractérisée notamment par un riche programme de fresques datant de l'époque romane.
Le 16 juin 1997, La Poste a mis en vente un timbre représentant les remarquables fresques de cette église.

## Géographie

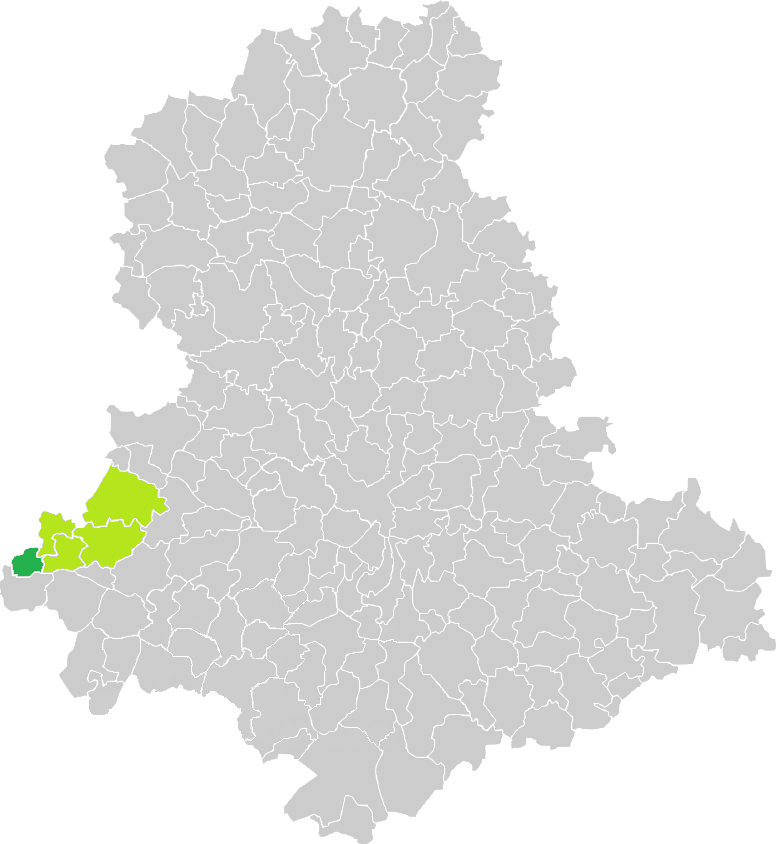
Situation de la commune des Salles-Lavauguyon en Haute-Vienne.

### Situation géographique
La ville se trouve dans la région du cratère de la météorite de Rochechouart ; elle confine à la Charente.
Située dans la partie sud-ouest du département de la Haute-Vienne, entre Charente et Tardoire, la commune des Salles-Lavauguyon occupe un territoire restreint : 1 175,89 hectares. Du reste, le bourg en occupe approximativement le centre, à deux kilomètres environ des limites communales.
Le relief de la commune est marqué par les premières collines des monts de Châlus à l'est et la fin du massif de l'Arbre à l'ouest.

### Communes limitrophes
Les communes limitrophes sont Massignac, Sauvagnac, Verneuil, Chéronnac, Maisonnais-sur-Tardoire et Videix.
| Massignac (Charente) | Verneuil (Charente)     | Videix    |
| Sauvagnac (Charente) | des Salles-Lavauguyon   | Chéronnac |
|                      | Maisonnais-sur-Tardoire |           |

### Territoire
La commune des Salles-Lavauguyon s'étend sur un plateau légèrement vallonné qui s'abaisse doucement vers les terrains de l'Oligocène inférieur de la région de Montembœuf. L'altitude ne dépasse pas 270 mètres. La Tardoire a creusé une vallée encaissée qui marque la limite séparant la commune des Salles-Lavauguyon de celle de Maisonnais-sur-Tardoire. Les nombreuses sources alentour se conjuguent en petits ruisseaux qui traversent une vallée froide et humide et vont alimenter la Tardoire. Les villages de la commune semblent également distribués autour du bourg. M. Lagarde en donne cette description : « Ils sont établis sur les parties saines des plateaux ou même à flanc de coteau, sur le versant est de la vallée de la Tardoire tel le village de La Vauguyon bâti près de son château féodal. Ces villages sont : Chez Bureau, Chez Berthou, le Ménieux, Chez Lafont, Raverlac, la Vauguyon, Fougeras, Texiéras, Chez Rambaud, les Royaux, les Granges, la Maison du Bost, la Loge, les Loges, le Bost du Loup. »

### Climat
Pour des articles plus généraux, voir Climat de la Nouvelle-Aquitaine et Climat de la Haute-Vienne.
Historiquement, la commune est exposée à un climat océanique limousin.  
En 2020, Météo-France publie une typologie des climats de la France métropolitaine dans laquelle la commune est exposée à un climat océanique altéré et est dans la région climatique  Poitou-Charentes, caractérisée par un bon ensoleillement, particulièrement en été et des vents modérés.
Pour la période 1971-2000, la température annuelle moyenne est de 12 °C, avec une amplitude thermique annuelle de 14,4 °C. Le cumul annuel moyen de précipitations est de 1 030 mm, avec 12,6 jours de précipitations en janvier et 7,6 jours en juillet. Pour la période 1991-2020, la température moyenne annuelle observée sur la station météorologique la plus proche, située sur la commune de Montembœuf à 12 km à vol d'oiseau, est de 12,7 °C et le cumul annuel moyen de précipitations est de 972,4 mm,. Pour l'avenir, les paramètres climatiques de la commune estimés pour 2050 selon différents scénarios d’émission de gaz à effet de serre sont consultables sur un site dédié publié par Météo-France en novembre 2022.

## Urbanisme

### Typologie
Au 1er janvier 2024, Les Salles-Lavauguyon sont catégorisées commune rurale à habitat très dispersé, selon la nouvelle grille communale de densité à sept niveaux définie par l'Insee en 2022.
Elle est située hors unité urbaine et hors attraction des villes,.

### Occupation des sols
L'occupation des sols de la commune, telle qu'elle ressort de la base de données européenne d’occupation biophysique des sols Corine Land Cover (CLC), est marquée par l'importance des territoires agricoles (69,8 % en 2018), en augmentation par rapport à 1990 (68,5 %). La répartition détaillée en 2018 est la suivante : 
prairies (47,6 %), forêts (30,2 %), zones agricoles hétérogènes (22,2 %). L'évolution de l’occupation des sols de la commune et de ses infrastructures peut être observée sur les différentes représentations cartographiques du territoire : la carte de Cassini (XVIIIe siècle), la carte d'état-major (1820-1866) et les cartes ou photos aériennes de l'IGN pour la période actuelle (1950 à aujourd'hui).

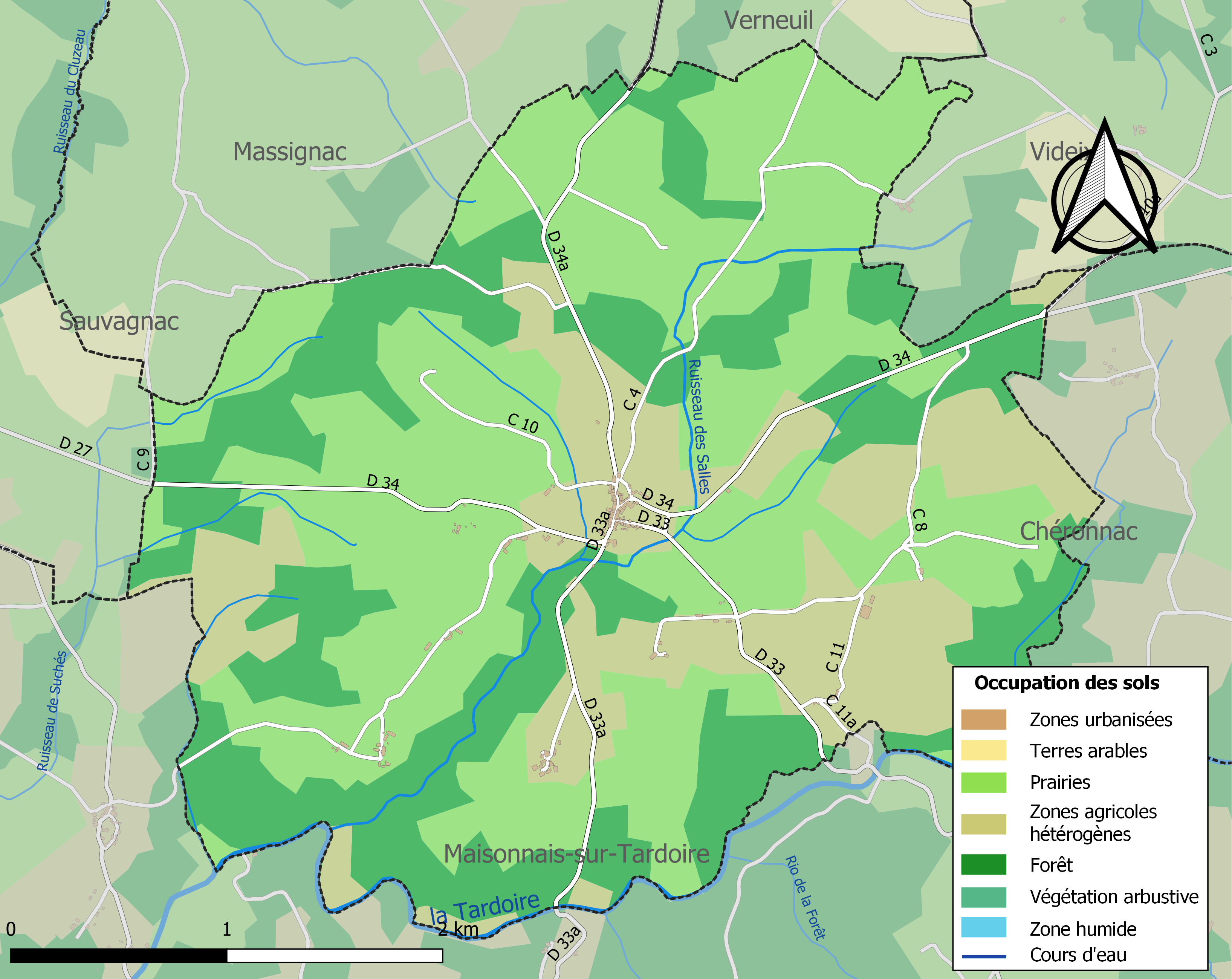
Carte des infrastructures et de l'occupation des sols de la commune en 2018 (CLC).

### Risques majeurs
Le territoire de la commune des Salles-Lavauguyon est vulnérable à différents aléas naturels : météorologiques (tempête, orage, neige, grand froid, canicule ou sécheresse) et séisme (sismicité faible). Il est également exposé à un risque particulier : le risque de radon. Un site publié par le BRGM permet d'évaluer simplement et rapidement les risques d'un bien localisé soit par son adresse soit par le numéro de sa parcelle.

#### Risques naturels

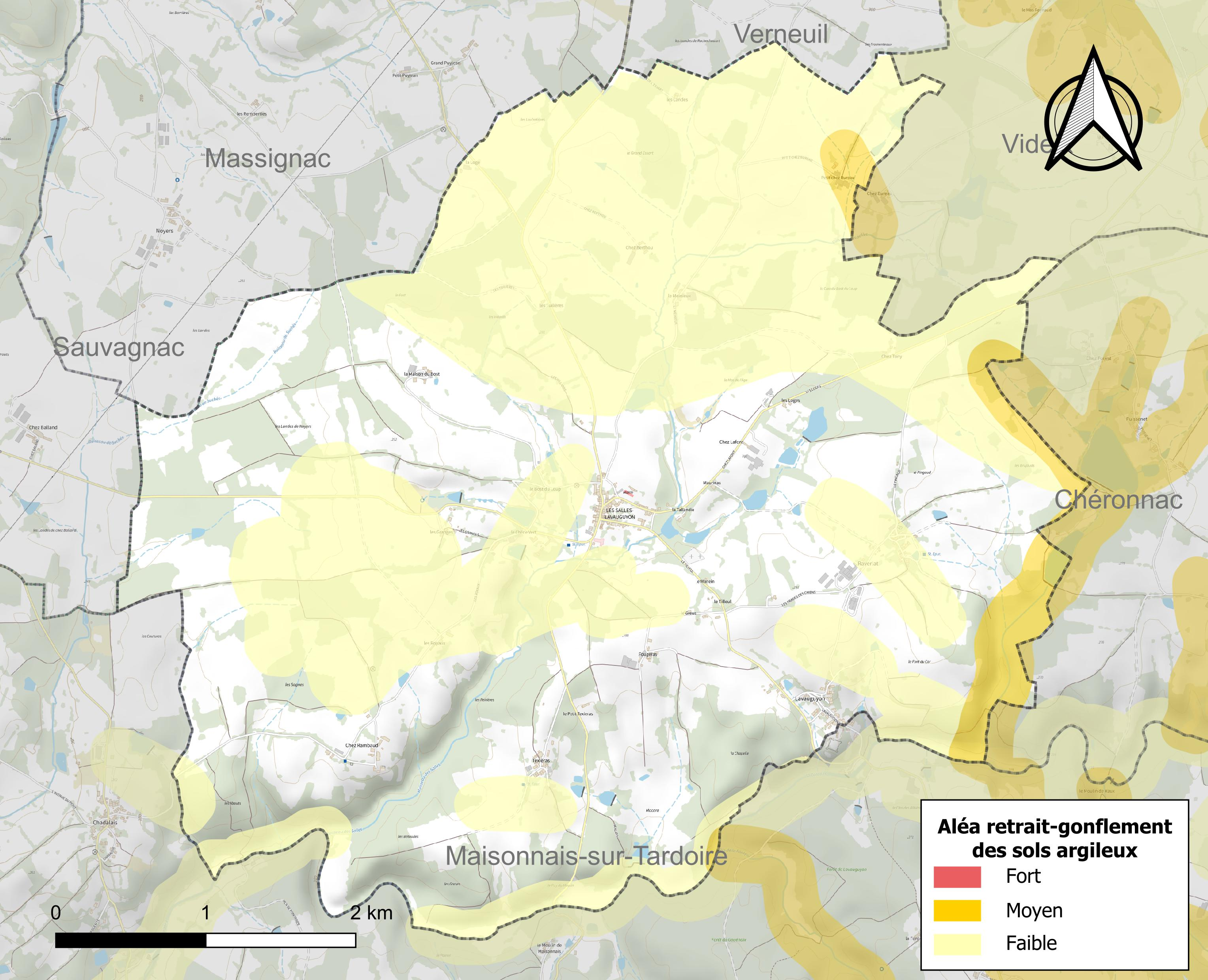
Carte des zones d'aléa retrait-gonflement des sols argileux des Salles-Lavauguyon.

Le retrait-gonflement des sols argileux est susceptible d'engendrer des dommages importants aux bâtiments en cas d’alternance de périodes de sécheresse et de pluie. 3,2 % de la superficie communale est en aléa moyen ou fort (27 % au niveau départemental et 48,5 % au niveau national métropolitain). Depuis le 1er octobre 2020, en application de la loi ÉLAN, différentes contraintes s'imposent aux vendeurs, maîtres d'ouvrages ou constructeurs de biens situés dans une zone classée en aléa moyen ou fort,.
La commune a été reconnue en état de catastrophe naturelle au titre des dommages causés par les inondations et coulées de boue survenues en 1982 et 1999 et par des mouvements de terrain en 1999.

#### Risque particulier
Dans plusieurs parties du territoire national, le radon, accumulé dans certains logements ou autres locaux, peut constituer une source significative d’exposition de la population aux rayonnements ionisants. Selon la classification de 2018, la commune des Salles-Lavauguyon est classée en zone 3, à savoir zone à potentiel radon significatif.

## Histoire
Aymeric III, vicomte de Rochechouart, fit ériger l’église des Salles afin d’assurer le salut de son âme et des siens. En 1075, l’église et ses dépendances furent données au chapitre de Saint-Junien. La nouvelle fondation dont le premier prieur est Boson de Rochechouart est une communauté canoniale suivant la règle de saint Augustin. En 1227, le prieur devint indépendant de l’autorité des chanoines de Saint-Junien. Durant cinq siècles, les religieux se succéderont jusqu’au XVIIIe siècle, époque à laquelle le prieuré est transformé en presbytère.

## Blasonnement
|  | Les armoiries de Les Salles-Lavauguyon se blasonnent ainsi : D’azur au portail de l’église Saint Eutrope d’argent, au chef fascé ondé d’argent et de gueules. |

## Politique et administration
| Période                                  | Période  | Identité         | Étiquette | Qualité |
| ---------------------------------------- | -------- | ---------------- | --------- | ------- |
| avant 1995                               | 2014     | François Beau    |           |         |
| 2014                                     | En cours | Christine Ballay | SE        |         |
| Les données manquantes sont à compléter. |          |                  |           |         |

## Démographie
L'évolution du nombre d'habitants est connue à travers les recensements de la population effectués dans la commune depuis 1793. Pour les communes de moins de 10 000 habitants, une enquête de recensement portant sur toute la population est réalisée tous les cinq ans, les populations de référence des années intermédiaires étant quant à elles estimées par interpolation ou extrapolation. Pour la commune, le premier recensement exhaustif entrant dans le cadre du nouveau dispositif a été réalisé en 2006.

En 2022, la commune comptait 157 habitants, en évolution de +9,03 % par rapport à 2016 (Haute-Vienne : −0,68 %, France hors Mayotte : +2,11 %).
| 1793 | 1800 | 1806 | 1821 | 1831 | 1836 | 1841 | 1846 | 1851 |
| ---- | ---- | ---- | ---- | ---- | ---- | ---- | ---- | ---- |
| 776  | 549  | 582  | 715  | 716  | 745  | 708  | 746  | 746  |

| 1856 | 1861 | 1866 | 1872 | 1876 | 1881 | 1886 | 1891 | 1896 |
| ---- | ---- | ---- | ---- | ---- | ---- | ---- | ---- | ---- |
| 732  | 647  | 657  | 675  | 723  | 752  | 741  | 749  | 780  |

| 1901 | 1906 | 1911 | 1921 | 1926 | 1931 | 1936 | 1946 | 1954 |
| ---- | ---- | ---- | ---- | ---- | ---- | ---- | ---- | ---- |
| 762  | 717  | 680  | 580  | 551  | 508  | 474  | 401  | 348  |

| 1962 | 1968 | 1975 | 1982 | 1990 | 1999 | 2006 | 2011 | 2016 |
| ---- | ---- | ---- | ---- | ---- | ---- | ---- | ---- | ---- |
| 356  | 332  | 295  | 233  | 210  | 198  | 175  | 173  | 144  |

| 2021 | 2022 | - | - | - | - | - | - | - |
| ---- | ---- | - | - | - | - | - | - | - |
| 151  | 157  | - | - | - | - | - | - | - |

## Son église
L'église des Salles-Lavauguyon est sans conteste un chef-d'œuvre de l'art roman limousin. Elle hérite de la sévérité qu'on connaît aux monuments romans et de la légèreté, de l'humanité propre à la déclinaison saintongeaise du style. On a vu récemment les fresques de cet écrin de beauté débarrassées de la couche de plâtre qui les cachaient aux regards ; la plupart sont aujourd'hui rénovées. Le bâtiment fut achevé en 1075, puis agrandi au XIIe siècle ; à cette époque, la façade ouest fut remaniée. La tradition orale rapporte que lors de la construction du lieu saint, le bourg était le siège d'une industrie florissante de chapeaux. Il se pourrait que ce soit parce qu'il est patron des chapeliers que saint Eutrope est l'un des patrons de cette église. L'église renferme une relique du saint et la "bonne fontaine" accolée à l'ancien presbytère est censée guérir des rhumatismes grâce à lui. On pouvait voir, il y a moins d'un demi-siècle encore, une très ancienne statuette du saint à l'entrée de l'édifice qui abrite la fontaine. De nombreuses statuettes qui se trouvaient dans des niches de la façade principale de l'église furent également brisées. L'église fut classée monument historique le 11 octobre 1907.
Les fresques romanes de saint Eutrope sont parmi les plus belles d'Europe. Les scènes représentées sont très variées : cela va de la Création du monde à la vie de saint Eutrope sans oublier des épisodes de la légende de saint Martial et les portraits des fondateurs du prieuré. Elles furent « redécouvertes » entre 1950 et 1953 par l'abbé Fernand Combette, qui fut curé aux Salles de 1947 à 1954. Un jour, il voit une boursouflure dans le plâtre de recouvrement du mur du bas-côté à droite du bénitier, à la hauteur du vitrail, entre le vitrail et le mur de la façade. Or, soucieux de la sécurité de ses ouailles, il se munit d'une grande échelle en bois qu'il appuie sur le mur et sur laquelle il monte. Il réussit sans trop de peine à retirer du mur un morceau de plâtre assez épais. Pour sa plus grande surprise, il voit apparaître une tache noire sur le mur dégagé ; très vite, les personnes présentes reconnaissent deux pieds chaussés qui appartenaient manifestement à une œuvre plus grande. À la même époque et de la même façon, l'abbé Combette avait découvert les traces d'une œuvre polychrome au-dessus du portail de la façade principale. On alerta les "Monuments Historiques, section de Limoges" qui ne s'inquiétèrent pas tout d'abord de la découverte.

## Lieux et monuments
- Église Saint-Eutrope. L'édifice a été classé au titre des monuments historique en 1907[24] ;
- un menhir en brèche d’impact (météoritique) et un polissoir du Néolithique dans le hameau Raverlat ;
- de nombreuses fontaines ;
- la propriété « les Chênes verts », achetée en 1951 par la mairie de Villetaneuse pour ses colonies de vacances[25] ;
- dans le hameau Lavauguyon, déjà sur le territoire de la commune de Maisonnais-sur-Tardoire, les ruines du château de Lavauguyon.

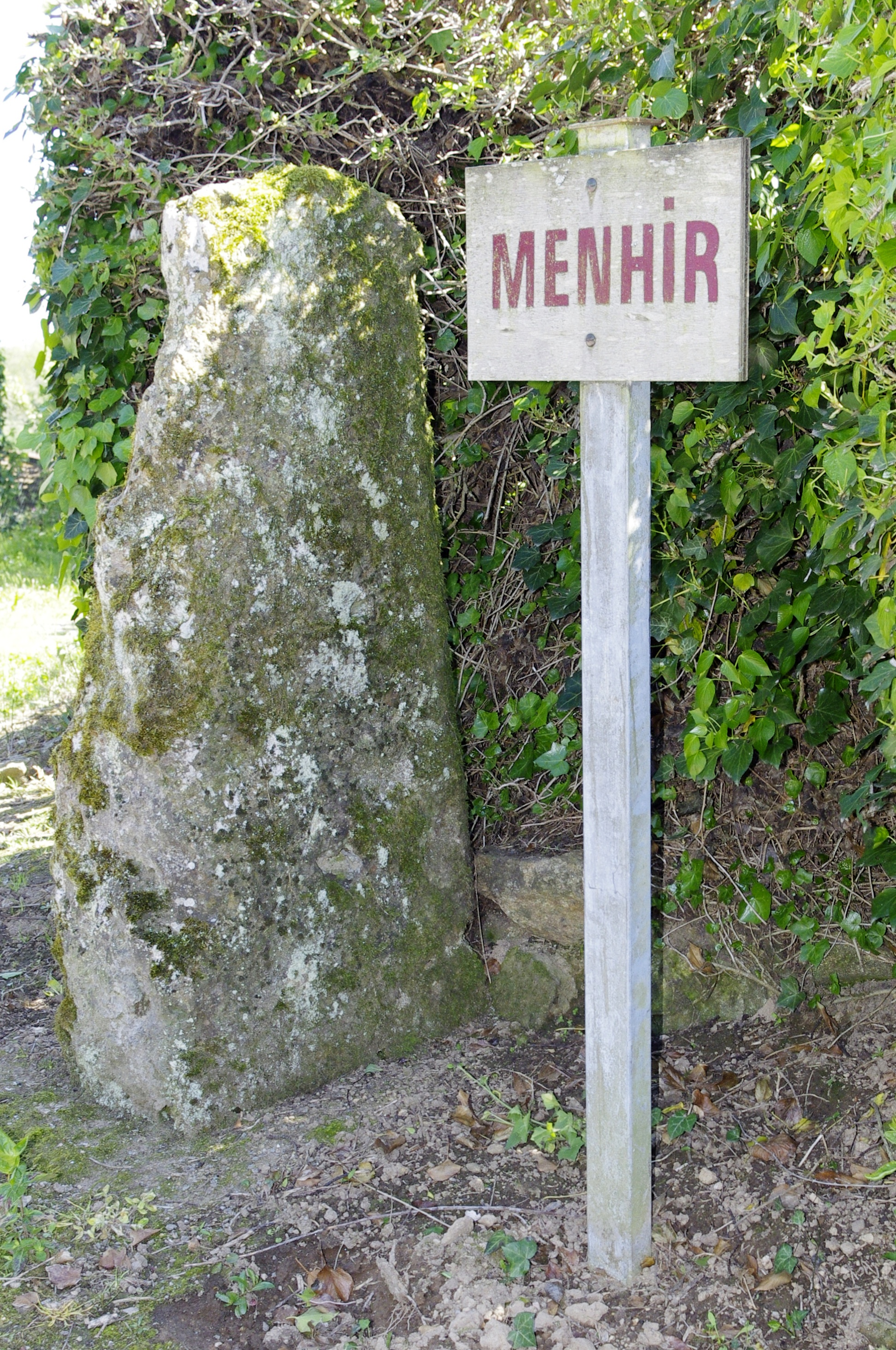
Le menhir.
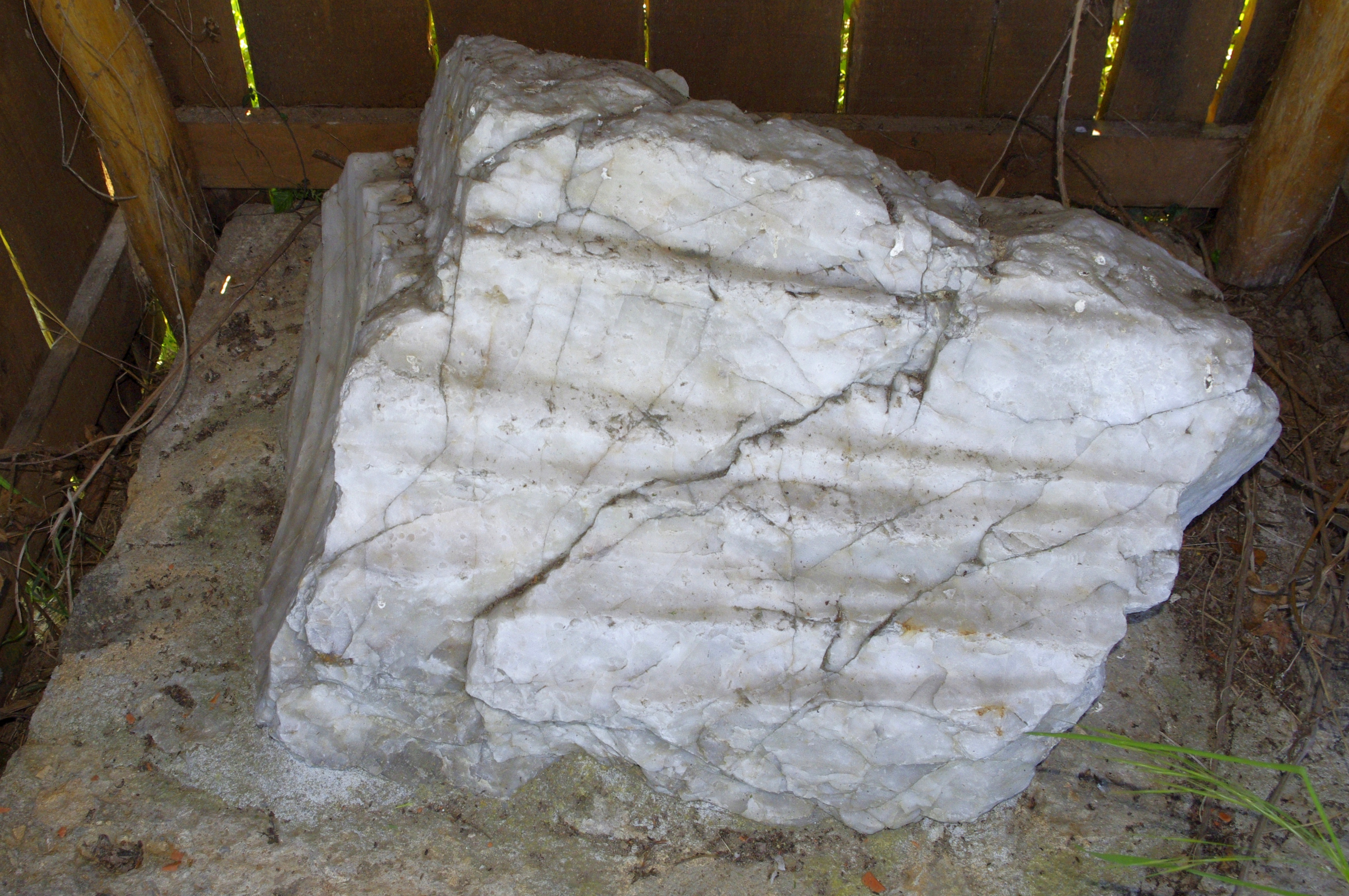
Le polissoir.
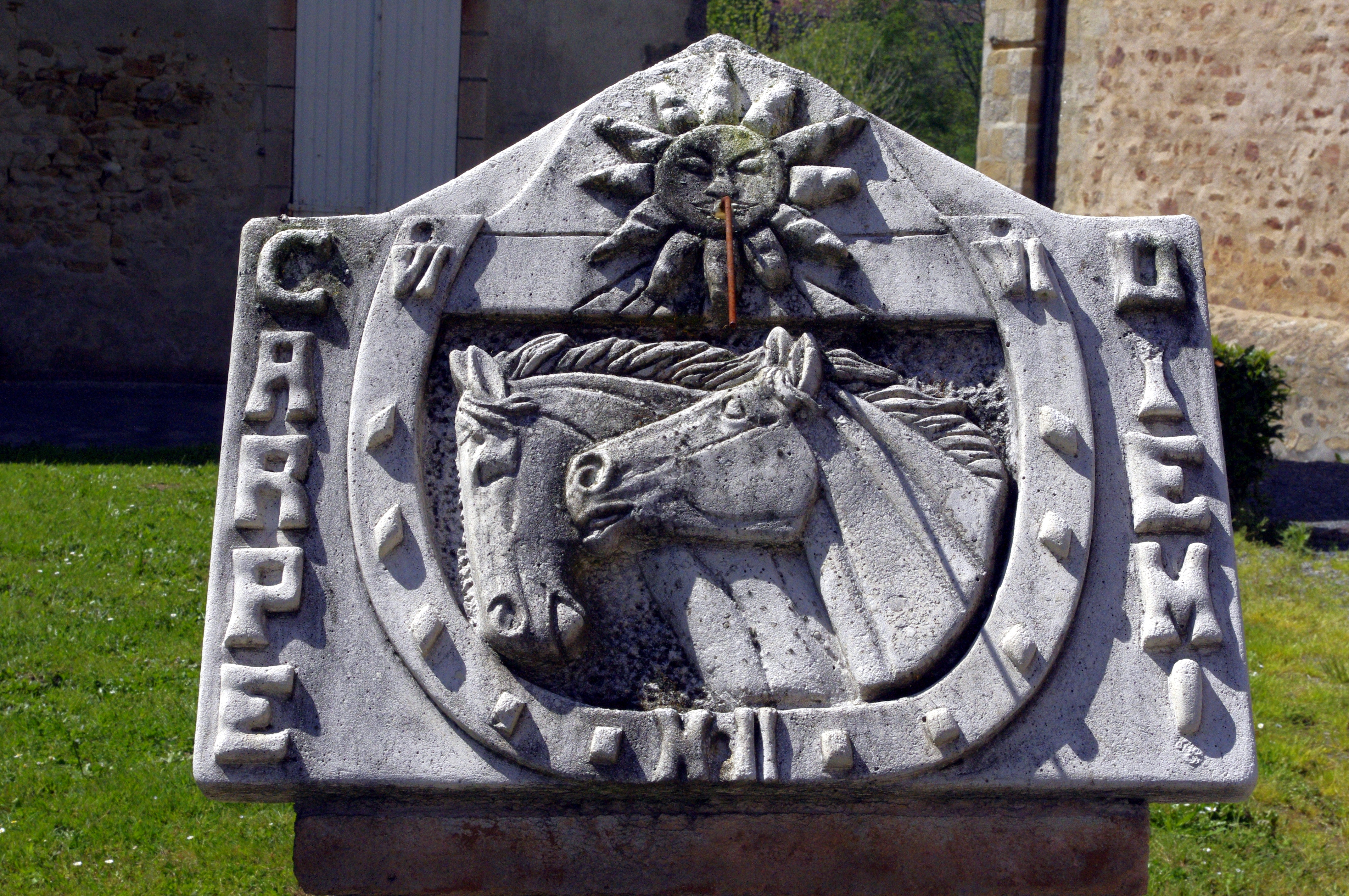
Le cadran solaire.
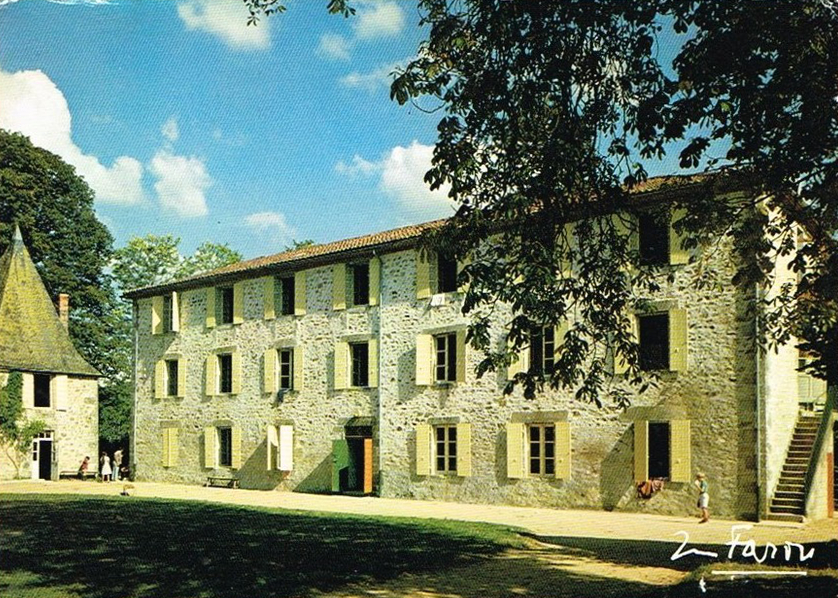
Colonie de vacances « les Chênes verts ».

## Personnalités liées à la commune
- Michel-Félix Tixier (1796-1864), avocat et député de la Haute-Vienne[26].